# Garmāvar
Garmāvar (persiska: گرماور) är en ort i Iran.   Den ligger i provinsen Gilan, i den nordvästra delen av landet, 180 km nordväst om huvudstaden Teheran. Garmāvar ligger 1 188 meter över havet och antalet invånare är 152.
Terrängen runt Garmāvar är kuperad norrut, men söderut är den bergig. Garmāvar ligger nere i en dal som går i öst-västlig riktning.Runt Garmāvar är det ganska glesbefolkat, med 45 invånare per kvadratkilometer. Närmaste större samhälle är Mūsá Kalāyeh, 5,5 km sydost om Garmāvar. Trakten runt Garmāvar består i huvudsak av gräsmarker.